# Gymnopilus abramsii
Gymnopilus abramsii là một loài nấm trong họ Cortinariaceae. Nó được miêu tả bởi nhà nấm học người Mỹ Murrill vào năm 1917.